# 美脉杜英
美脉杜英（学名：Elaeocarpus varunua），为杜英科杜英属下的一个植物种。